# Sinfonía (Berio)

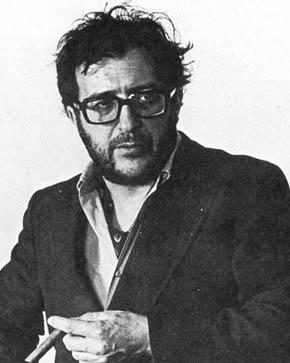
Luciano Berio, compositor de la obra.

Sinfonía es una obra del compositor italiano Luciano Berio para 8 voces amplificadas (doble cuarteto vocal que usa micrófonos) y gran orquesta sinfónica. Fue terminada en 1968. Es una de las obras más populares del autor y es emblemática del uso de la técnica del  collage en la música clásica contemporánea, muy frecuente en la música de la década de 1970. También está vinculada a las ideas de la deconstrucción y el posmodernismo.

## Historia
La obra fue una comisión de la Orquesta Filarmónica de Nueva York por su temporada número 125; está dedicada al famoso director Leonard Bernstein. Originalmente tenía cuatro movimientos, versión que se estrenó bajo la dirección en Nueva York en 1968. Posteriormente Berio agregó el quinto movimiento. Las partes vocales estuvieron concebidas para la agrupación vocal The Swingle Singers, famosa por sus arreglos a capella de música clásica instrumental conocida. Por lo tanto, lejos de estar pensada para un tradicional doble cuarteto vocal, la obra exige voces mucho más flexible (menos líricas).

## Instrumentación
La Sinfonía requiere una típica gran orquesta a 4:
4343 - 4431 - 3 Perc. - arpa - clav. - órg. - Saxos alto y tenor - Cuerdas
Además un doble cuarteto vocal (SSAATTBB) amplificado (usan micrófonos y el auditorio tendrá los parlantes adecuados).

## Movimientos
- I.
- II. O King (Immobile e lontano)
- III. In ruhig fließender Bewegung - attacca:
- IV.
- V.

Solo los movimientos II y III tienen encabezados, los demás solo tienen la indicación metronómica. La obra dura alrededor de 35 minutos.

## Estilo
En esta obra las voces no son utilizadas en la forma tradicional; no sólo hacen el típico canto entonado, sino que las voces recitan, susurran y gritan palabras de Claude Lévi-Strauss (cuyo Le cru et le cuit proporciona gran parte del texto), Samuel Beckett (de su novela El innombrable), instrucciones de partituras de Gustav Mahler y otros textos.
En el tercer movimiento, Berio recrea el tercer movimiento de la Sinfonía n.º 2 de Mahler y hace que la orquesta interprete una versión con pequeños cortes y re-ensamblados. Al mismo tiempo, las voces van recitando textos de diversas fuentes mientras la orquesta toca fragmentos (citas) de varias obras clásicas: La Mer de Claude Debussy, La valse de Maurice Ravel, obras de los compositores de la Segunda Escuela de Viena y varias más, creando un denso collage, a veces con resultados humorísticos; cuando uno de los solistas dice «tengo un regalo para ti», la orquesta inmediatamente toca un fragmento de Don (que en francés también significa 'regalo'), el primer movimiento de Pli selon pli del propio Pierre Boulez.
El resultado es un relato con la típica tensión y distensión de la música artística antigua, pero usando un lenguaje completamente diferente. Los acordes y melodías reales en ningún momento resultan tan importantes como el hecho de que se escucha tal fragmento de Mahler, un tema particular de Alban Berg o ciertas palabras de Beckett. Debido a esto, ese tercer movimiento se ha convertido en uno de los principales ejemplos de la música posmoderna. También se le ha considerado como una deconstrucción de la Segunda Sinfonía de Mahler, al igual que Visage suponía una deconstrucción de la voz de Berberian. Esto acerca a Berio a algunas teorías lingüísticas, estructuralistas y filosóficas.

## Citas en la Sinfonía de Berio
- Citas de texto:

- Textos de la novela de Samuel Beckett El innombrable.
- Textos del ensayo de antropología Lo crudo y lo cocido de Claude Lévi-Strauss.
- La frase «Jesus, das war ein Ton», de la ópera Wozzeck, de Alban Berg.
- La frase «Mein junges Leben hat ein End», título de una obra para órgano de Jan Pieterszoon Sweelinck.
- Esloganes usados en las revueltas del Mayo francés.

- Citas musicales:

- El movimiento de base es el tercer movimiento («Scherzo: In ruhig fliessender Bewegung») de la Sinfonía n.º 2 de Gustav Mahler.
- La cuarta pieza (Peripetie) de las Cinco piezas para orquesta Op. 16 de Arnold Schoenberg.
- El primer movimiento de la Sinfonía n.º 4 también de Mahler.
- La Mer de Claude Debussy.
- El vals de Ochs de la ópera Der Rosenkavalier (El caballero de la rosa) de Richard Strauss.
- La Danza de la tierra del final de la primera parte del ballet La consagración de la primavera de Ígor Stravinski.
- Agon, ballet también de Stravinski.
- La Valse de Maurice Ravel.
- El segundo movimiento de la Sinfonía n.º 6 Pastoral de Ludwig van Beethoven.
- El segundo movimiento del Concierto para violín y orquesta, «A la memoria de un ángel», de Alban Berg.
- Don de Pli selon pli, de Pierre Boulez.